# Santiago Jocotepec
Santiago Jocotepec es una localidad del estado mexicano de Oaxaca. Es cabecera del municipio de Santiago Jocotepec.

## Demografía
| Censo | Población |
| ----- | --------- |
| 1900  | 572       |
| 1910  | 231       |
| 1921  | 158       |
| 1930  | 156       |
| 1940  | 99        |
| 1950  | 224       |
| 1960  | 664       |
| 1970  | 262       |
| 1980  | 383       |
| 1990  | 543       |
| 1995  | 557       |
| 2000  | 614       |
| 2005  | 678       |
| 2010  | 632       |
| 2020  | 582       |